# Lübsee (Menzendorf)
Das Kirchdorf Lübsee ist ein Ortsteil der Gemeinde Menzendorf und wurde 1158 anlässlich der Gründung des Bistums Ratzeburg unter der Bezeichnung „Lipze“ erstmals urkundlich erwähnt. Das zum großen Teil denkmalgeschützte Dorf liegt heute in Sichtweite der Bundesautobahn 20, etwa fünf Kilometer östlich der Ausfahrt Schönberg.

## Sehenswürdigkeiten
Siehe auch: Liste der Baudenkmale in Menzendorf
- Frühgotische Dorfkirche Lübsee
- Grabstätte der Eltern von Werner v. Siemens, Christian Ferdinand Siemens und seiner Frau Eleonore Henriette
- Ehem. Schule mit Fachwerkscheune, Dorfstraße 2
- Pfarrhaus, Dorfstraße 3
- Küsterei mit Fachwerkscheune, Dorfstraße 4